# Edward G. Begle
Edward Griffith Begle (* 27. November 1914 in Saginaw, Michigan; † 2. März 1978 in Palo Alto) war ein US-amerikanischer Mathematiker (Topologie) und Mathematikpädagoge. Er leitete die School Mathematics Study Group (SMSG) an der Stanford University, die 1958 in der Folge des Sputnik-Schocks gebildet wurde und bis 1977 bestand. Er war wesentlich an der Einführung der Neuen Mathematik in den USA beteiligt.

## Leben und Werk
Begle studierte Mathematik an der University of Michigan mit dem Bachelor-Abschluss 1936 und dem Master-Abschluss 1938. Sein Lehrer dort war Raymond Wilder, der ihn in Topologie unterrichtete. Er wurde 1940 bei Solomon Lefschetz an der Princeton University promoviert (Locally Connected Spaces and Generalized Manifolds). 1940/41 war er an der Yale University und 1941/42 mit einem Stipendium der National Science Foundation wieder an der University of Michigan. 1942 wurde er Instructor in Yale, 1944 Assistant Professor und 1949 Associate Professor. Außer durch seine Arbeiten über Topologie wurde er durch ein damals neuartiges einführendes Lehrbuch in die Analysis bekannt (erschienen 1954), das sich nicht an Fachleute, sondern an Einsteiger richtete, gleichzeitig aber mathematisch orientiert war und nicht in erster Linie Anwendungen im Blick hatte. Es entstand aus dem Anfängerkurs (Freshman Course) in Analysis, den er in Yale hielt. 1958 übernahm er die Leitung der neu gegründeten SMSG. Dort wurden Mathematik-Curricula und Lehrbücher (sowie Filme, Unterrichtsmaterialien, Lehrerbegleitmaterial) für alle Klassenstufen (beginnend im Kindergarten) entwickelt. Sie legten dabei Wert auf strukturell die ganze Mathematik durchdringende Grundbegriffe (New Math). 1961 wurde er Professor an der School of Education und gleichzeitig in der Mathematikfakultät der Stanford University. 1969 hielt er einen viel beachteten Vortrag auf dem ersten International Congress on Mathematical Education (The Role of Research in the Improvement of Mathematics Education). Die Neue Mathematik stieß schon in den 1960er Jahren in den USA (und anderswo) auf heftige Kritik und hatte ihren Höhepunkt in den 1960er und 1970er Jahren, was dann wieder einer ausgewogeneren Sicht wich. Begle war bis zu seinem plötzlichen Tod an einem Emphysem wissenschaftlich aktiv. Eines seiner Hauptwerke (Critical Variables in Mathematics Education) erschien postum.
In der algebraischen Topologie ist nach ihm und Leopold Vietoris der Satz von Vietoris-Begle benannt (Begle verallgemeinerte den Abbildungssatz von Vietoris 1950).
Ab 1951 war er sechs Jahre Sekretär der American Mathematical Society. 1960 wurde er Fellow der American Association for the Advancement of Science. 1969 erhielt er den Award of Distinguished Service to Mathematics der Mathematical Association of America (MAA). 1962 bis 1966 (davon 1963 bis 1966 als Vorsitzender) und 1970 bis 1974 war er in der  Commission on Mathematical Instruction der USA. 1975 bis 1978 war er im Executive Committee der International Commission on Mathematical Instruction. 1971 erhielt er die Rosenberger Medal der University of Chicago.
Zu seinen Schülern gehört Jeremy Kilpatrick.
1937 heiratete er Elise Alkin Pierce, mit der er sieben Kinder hatte.

## Schriften
- Introductory calculus, with analytic geometry. Holt, Rinehart and Winston, 1954. (2. Auflage 1960)
- Freshman mathematics at Yale University. National Science Foundation, Oklahoma Agricultural and Mechanical College, 1955.
- Lectures on experimental programs in collegiate mathematics. National Science Foundation, Oklahoma Agricultural and Mechanical College, 1955.
- Cooperative research project no. F-037: Final report. In: I. Conference on Mathematics Education for Below Average Achievers. II. Writing experience for potential ... participation in a group writing project. Stanford University Press, 1964.
- als Herausgeber: The Role of Axiomatics and Problem Solving in Mathematics. Ginn, Boston 1966.[2]
- SMSG: the first decade. In: The Mathematics Teacher. Band 61, März 1968, S. 239–245.
- The role of research in the improvement of mathematics education. In: Educational Studies in Mathematics. Band 2, 1969, S. 232–244.
- Calculus. Holt, Rinehart and Winston, 1971.
- Teacher knowledge and student achievement in algebra. School Mathematics Study Group, 1972.
- Teacher effectiveness in mathematics instruction. (= NLSMA reports. 27). 1972.
- The prediction of mathematics achievement. (= NLSMA reports). SMSG, Stanford 1972.
- The mathematics of the elementary school. McGraw-Hill, 1975.
- Critical Variables in Mathematics Education: Findings from a Survey of the Empirical Literature. MAA, 1979.

Arbeiten zur Topologie
- Locally connected spaces and generalized manifolds. In: American Journal of Mathematics. Band 64, 1942, S. 386–387.
- The Vietoris mapping theorem for bicompact spaces. In: Annals of Mathematics. Band 51, 1950, S. 534–543.